# Hollaback Girl
Hollaback Girl is een single van Gwen Stefani, afkomstig van haar eerste solo-album Love. Angel. Music. Baby.. Het nummer werd geschreven door Stefani en Pharrell Williams. De single werd in de Verenigde Staten uitgebracht op 15 maart 2005. De song werd geschreven als reactie op Courtney Loves uitlatingen in Seventeen magazine dat Gwen Stefani een cheerleader is. Opmerkelijk is dat de single in de Verenigde Staten het etiket Parental Advisory: Explicit Content kreeg, maar dat het album waar de single op staat dit label niet kreeg.

## Kritieken
Hollaback Girl werd gemengd onthaald door de muziekpers, onder meer Rolling Stone gaf een positief commentaar. Blender had de song op nummer elf van de 100 allerbeste songs van 2005. Daarentegen beschreef PopMatters het nummer als bizar en beweerden ze dat de Neptunes misschien niet meer de meest innovatieve schrijvers in hop-hop zijn.

## Videoclip
De videoclip werd geregisseerd door Paul Hunter. De video opent met een scène van Stefani met haar Harajuku Girls en een menigte van studenten. Vervolgens zijn Stefani en haar Harajuku Girls te zien in een Chevrolet Impala omringd door studenten, met afwisselend beelden in een sporthal, een sportstadion en een supermarkt met cheerleaders op de achtergrond. De video debuteerde in MTV's Total Request Live op 31 maart 2005 en bereikte later de nummer 1-positie. De video werd vier keer genomineerd tijdens de MTV Video Music Awards van 2005. Hij won de prijs voor beste choreografie. De choreografie werd verzorgd door Kishaya Dudley, bij het grote publiek bekend van haar rol als Michael Jacksons vriendin in de videoclip You Rock My World uit 2001.

## Hitnotering
Hollaback Girl kwam op 4 juli 2005 binnen in de Vlaamse Ultratop 50. De single stond veertien weken in de hitparade en bereikte met een zesde plaats zijn hoogste positie. In Nederland kwam de single binnen in de Nederlandse Top 40 op 28 mei, het bereikte een achtste plaats als hoogste notering en stond elf weken in de hitparade. In de Verenigde Staten haalde de single een nummer 1-positie in de Billboard Top 40 Mainstream, de Bilboard Pop 100 en de Billboard Hot 100. De single haalde eveneens de eerste plaats in de hitparade van Zuid-Afrika en Australië.

## Inhoud cd-single

### Maxi single
1. "Hollaback Girl" (Album Version) – 3:20
2. "Hollaback Girl" (Diplo's Hollatronic Remix) – 2:17
3. "Hollaback Girl" (Instrumental) – 3:20
4. "Hollaback Girl" (Video) – 3:20

### Cd-single
1. "Hollaback Girl" (Clean Version) – 3:20
2. "Hollaback Girl" (Diplo's Hollatronic Remix) – 2:17